# Округ Крејн (Тексас)
Округ Крејн (енгл. Crane County) је округ у америчкој савезној држави Тексас. По попису из 2010. године број становника је 4.375.

## Демографија
Према попису становништва из 2010. у округу је живело 4.375 становника, што је 379 (9,5%) становника више него 2000. године.
| Група             | 2000.         | 2010.         |
| Белци             | 2.083 (52,1%) | 1.761 (40,3%) |
| Афроамериканци    | 116 (2,9%)    | 125 (2,9%)    |
| Азијати           | 14 (0,4%)     | 16 (0,4%)     |
| Хиспаноамериканци | 1.753 (43,9%) | 2.409 (55,1%) |
| Укупно            | 3.996         | 4.375         |